# Emma Enriqueta Mocoroa
Emma Mocoroa  fue la primera mujer en graduarse como médica veterinaria en la Facultad de Veterinaria de La Universidad Nacional de La Plata (UNLP).

## Reseña biográfica
El 13 de marzo de 1937 se recibía Emma Mocoroa, la primera graduada en la Facultad de Veterinaria de la UNLP. 
Mocoroa se graduó apenas un año después que la primera veterinaria de Argentina, Amalia Pesce. Su tesis de doctorado, titulada “Derivados de la leche pasteurizada”, fue aprobada en 1938.La medicina Veterinaria era considerada una carrera masculina en la época.Al igual que casi todas las mujeres de esa época en carreras científicas, la segregación horizontal de género de la época incluyó para que se dedicase a la microbiología, especialidad "de laboratorio".
En abril de 1973 Emma Mocoroa participó como representante de Argentina en la Reunión Técnica Internacional Sobre Enseñanza de la Veterinaria que tuvo lugar en La Plata.
En la década de 1970 se desempeñó como profesora titular en la cátedra de Física y Química Aplicada de la Facultad de Veterinaria de la UNLP.
También fue la primera mujer en desempeñarse como vicedecana de la Facultad de Ciencias Veterinarias.